# Ancistrocladus letestui
Ancistrocladus letestui är en tvåhjärtbladig växtart som beskrevs av François Pellegrin. Ancistrocladus letestui ingår i släktet Ancistrocladus och familjen Ancistrocladaceae. Inga underarter finns listade i Catalogue of Life.